# Guimarânia
Guimarânia är en kommun i Brasilien.   Den ligger i delstaten Minas Gerais, i den sydöstra delen av landet, 400 km söder om huvudstaden Brasília. Antalet invånare är 7 290.
Omgivningarna runt Guimarânia är huvudsakligen savann. Runt Guimarânia är det glesbefolkat, med 15 invånare per kvadratkilometer.